# Nielep
Nielep (niem. Nelep) – wieś w Polsce położona w województwie zachodniopomorskim, w powiecie świdwińskim, w gminie Rąbino. Wieś jest siedzibą sołectwa Nielep w którego skład wchodzą również miejscowości Niebórz i Polakowo, przy linii kolejowej 202 Gdańsk-Stargard, z przystankiem Nielep.
W latach 1954–1961 wieś należała i była siedzibą władz gromady Nielep, po jej zniesieniu w gromadzie Świdwin. W latach 1975–1998 wieś należała do woj. koszalińskiego.